# Коротояк (Хабарський район)
Коротоя́к (рос. Коротояк) — село у складі Хабарського району Алтайського краю, Росія. Адміністративний центр Коротояцької сільської ради.

## Населення
Населення — 1093 особи (2010; 1216 у 2002).
Національний склад (станом на 2002 рік):
- росіяни — 94 %